# 伊玛科拉塔·切拉索洛
伊玛科拉塔·切拉索洛（義大利語：Immacolata Cerasuolo，1980年6月18日—），意大利女子游泳运动员。她曾代表意大利参加2004年、2008年和2012年夏季残疾人奥林匹克运动会游泳比赛，获得一枚金牌和一枚银牌。